# سیارک ۱۰۴۵
سیارک ۱۰۴۵ (به انگلیسی: 1045 Michela، نامگذاری:1924TR) هزار و چهل و پنجمین سیارک کشف شده‌است که در ۱۹ نوامبر ۱۹۲۴ کشف شد.
قدر مطلق سیارک برابر ۱۲٫۹۰ است.